# Vườn quốc gia Edmund Kennedy
Vườn quốc gia Edmund Kennedy là một vườn quốc gia ở Queensland, Úc.
Edmund Kennedy cách Brisbane 1269 km về phía tây bắc. VQG là một phần của Khu Di sản Thế giới ngập nước. Nó được đặt tên theo Edmund Kennedy, một nhà thám hiểm giữa thế kỷ thứ mười chín.
Công viên bảo vệ một phần bờ biển giữa miệng của sông Tully và Meunga Creek tại Vịnh Rockingham. Các vùng nước gần công viên thuộc Công viên Hàng hải Great Barrier Reef.